# ساره براينت
ساره براينت (بالإنجليزية: Sarah Bryant)‏ و (باليابانية: サラ・ブライアント) هي شخصية لعبة فيديو فيرتشوا فايتر من إنتاج شركة سيغا، ساره في طالبة جامعة من سان فرانسيسكو، بالإضافة لظهور الشخصية في لعبة فيرتشوا فايتر، ظهرت أيضاً في لعبة ديد أور ألايف 5.